# Torvilliers
Torvilliers är en kommun i departementet Aube i regionen Grand Est (tidigare regionen Champagne-Ardenne) i nordöstra Frankrike. Kommunen ligger  i kantonen Sainte-Savine som ligger i arrondissementet Troyes. År 2022 hade Torvilliers 1 035 invånare.

## Befolkningsutveckling
Antalet invånare i kommunen Torvilliers
Referens: INSEE